# R1 (Belgia)
R1 sau Inelul Antwerpenului (în neerlandeză Ring om Antwerpen) este o autostradă care servește drept variantă de ocolire a orașului belgian Antwerpen.

## Descriere
R1 începe în nord-estul Antwerpenului, ca o continuare a autostrăzii A1 (E19) dinspre Țările de Jos, apoi înconjoară în sens orar estul și sudul orașului. Centura este situată pe traseul fostelor fortificații ale Antwerpenului, iar în planul urbanistic general din 1957, care prevedea înființarea zonei metropolitane (APA), a fost prevăzut un coridor pentru acces local și o autostradă urbană. În 1958, au fost stabilite prin decret regal traseul R1 (centura interioară) și cel al R2 (centura exterioară).
La est, autostrada A13 (E34) către estul provinciei Antwerpen și către Limburg se termină în R1. În partea de sud, autostrăzile A1 (E19) și A12 spre Bruxelles se termină și ele în inelul de ocolire a orașului. R1 continuă apoi spre vest și traversează râul Schelde prin Tunelul Kennedy. Următorul nod rutier important este cel cu A14 (E17) către Gent și Kortrijk. Din acest punct, R1 se suprapune cu autostrada A11 (E34) către Zelzate și Knokke.
R1 nu este un inel complet. Totuși, împreună cu A11, A12 și R2, înconjoară orașul și o mare parte a zonei portuare. Master-Planul 2020 al Guvernului Flamand prevede închiderea inelului până în 2021, prin realizarea Legăturii Oosterweelver.
După construcția Legăturii Oosterweelver se dorea modificarea părții de sud a R1 în scopul separării traficului local de cel de tranzit. Actuala arteră Singel, paralelă cu R1, ar fi fost îngustată, dar noi benzi de circulație subterane erau prevăzute a fi construite pentru traficul local de o parte și de alta a R1. Astfel, circulația auto de pe Singel ar fi scăzut semnificativ. Acest proiect era intitulat „Groene Singel”. Guvernul Flamand a decis, în septembrie 2010, să nu implementeze acest plan. În urma unei consultări populare anterioare deciziei, guvernul a luat la cunoștință că lărgirea inelului R1 nu era considerată oportună de către locuitori. Drept alternativă, guvernul a hotărât ca după deschiderea Legăturii Oosterweelver să lanseze construcția autostrăzii A102, care ar face legătura între A12 și R11, și coborârea în subteran a R11. Prin combinarea celor două s-ar realiza o nouă variantă de ocolire în estul și sudul orașului, reducând astfel presiunea pe R1.

## Istoric
Centura R1 a fost inaugurată pe 31 mai 1969. Între 2004 și 2005, R1 a fost refăcută din temelii, deoarece ultimele lucrări de mentenanță structurală datau din 1977. Reabilitarea și modernizarea au fost realizate în două faze. În prima fază, între iunie și octombrie 2004, a fost reconstruit inelul exterior spre Breda. În a doua fază, între martie și septembrie 2005, a fost modernizat inelul interior spre Gent. Au fost refăcute complet fundația și terasamentele, curățate rampele, adăugate benzi de circulație și acces, inspectate toate podurile și pasajele. A fost îmbunătățită semnalizarea, cu scopul de a ușura orientarea și managementul traficului, și a fost adăugată o bandă de circulație pentru direcția Breda imediat după viaductul de la Sportpaleis.
Pavajul inițial al centurii era alcătuit din asfalt așternut direct pe fundații de balast sau pe straturi de beton nearmat. După studierea atentă a alternativelor posibile, pe cea mai mare parte a R1 s-a ales soluția de a crea o fundație din mai multe straturi succesive: un strat de bază de 25 cm de balast stabilizat, un strat de 15 cm de beton nearmat obținut prin reciclare, 5 cm de emulsie bituminoasă de legătură și, la partea superioară, un strat continuu de beton armat în grosime de 23 cm. O mixtură fină de beton spălat a fost așternută peste stratul de beton armat, pe de o parte pentru a obține proprietățile antiderapante adecvate, iar pe de altă parte pentru a limita zgomotul produs de rulare.

## Traseu
|    | Denumire                                         | Destinații                                                                                        | KM   |
| -- | ------------------------------------------------ | ------------------------------------------------------------------------------------------------- | ---- |
|    | Nodul rutier Antwerpen-Nord A1 E19 A12           | Autostrada Bruxelles − Antwerpen − Breda Autostrada Bruxelles − Boom − Antwerpen - Bergen op Zoom | 0,0  |
| 1  | Merksem N129                                     |                                                                                                   | 2,4  |
|    | Viaductul Merksem (1.700 m)                      |                                                                                                   | 3,7  |
| 2  | Deurne N120 N129                                 |                                                                                                   | 4,6  |
|    | Nodul rutier Antwerpen-Est A13 E34 E313          | Autostrada Antwerpen − Hasselt − Liège                                                            | 6,4  |
| 3  | Borgerhout N184                                  |                                                                                                   | 7,3  |
| 4  | Berchem N1                                       |                                                                                                   | 9,6  |
|    | Nodul rutier Antwerpen-Sud A1 E19 A12            | Autostrada Bruxelles − Antwerpen − Breda Autostrada Bruxelles − Boom − Antwerpen - Bergen op Zoom | 10,4 |
| 5  | Le Grellelaan N150                               |                                                                                                   | 11,1 |
| 5a | Nodul rutier Antwerpen-Centru A112 Het Zuid N113 | Legătura R1 - A12                                                                                 | 12,8 |
|    | Tunelul Kennedy (590 m)                          |                                                                                                   | 14,0 |
| 6  | Linkeroever N70                                  |                                                                                                   | 15,2 |
|    | Nodul rutier Antwerpen-Vest A14 E17              | Autostrada Antwerpen − Gent − Kortrijk − Lille                                                    | 15,6 |
| 7  | Sint-Anna Linkeroever N49 A11 E34                |                                                                                                   | 17,0 |

## Galerie de imagini

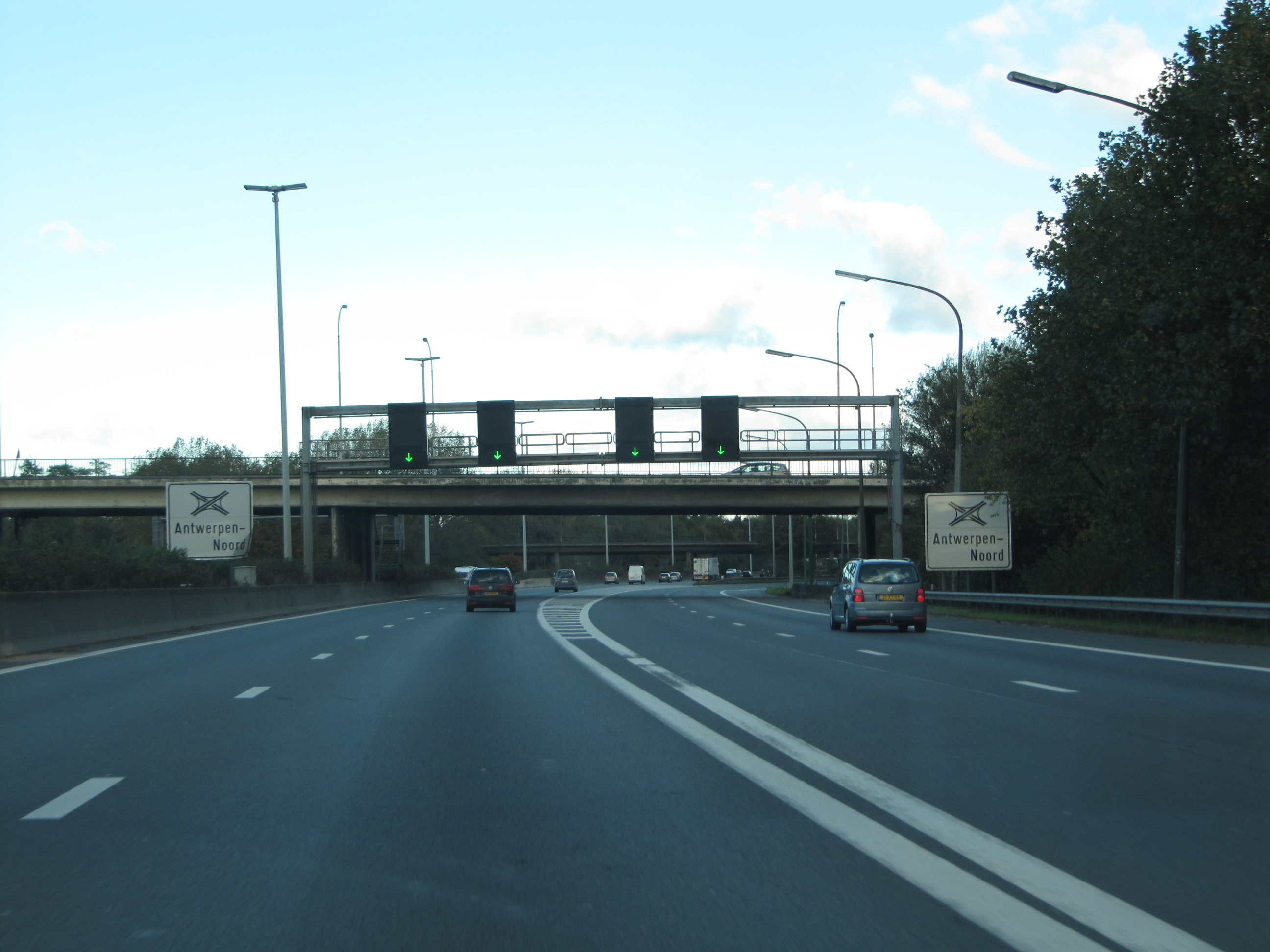
Ieșirea Antwerpen-Nord.
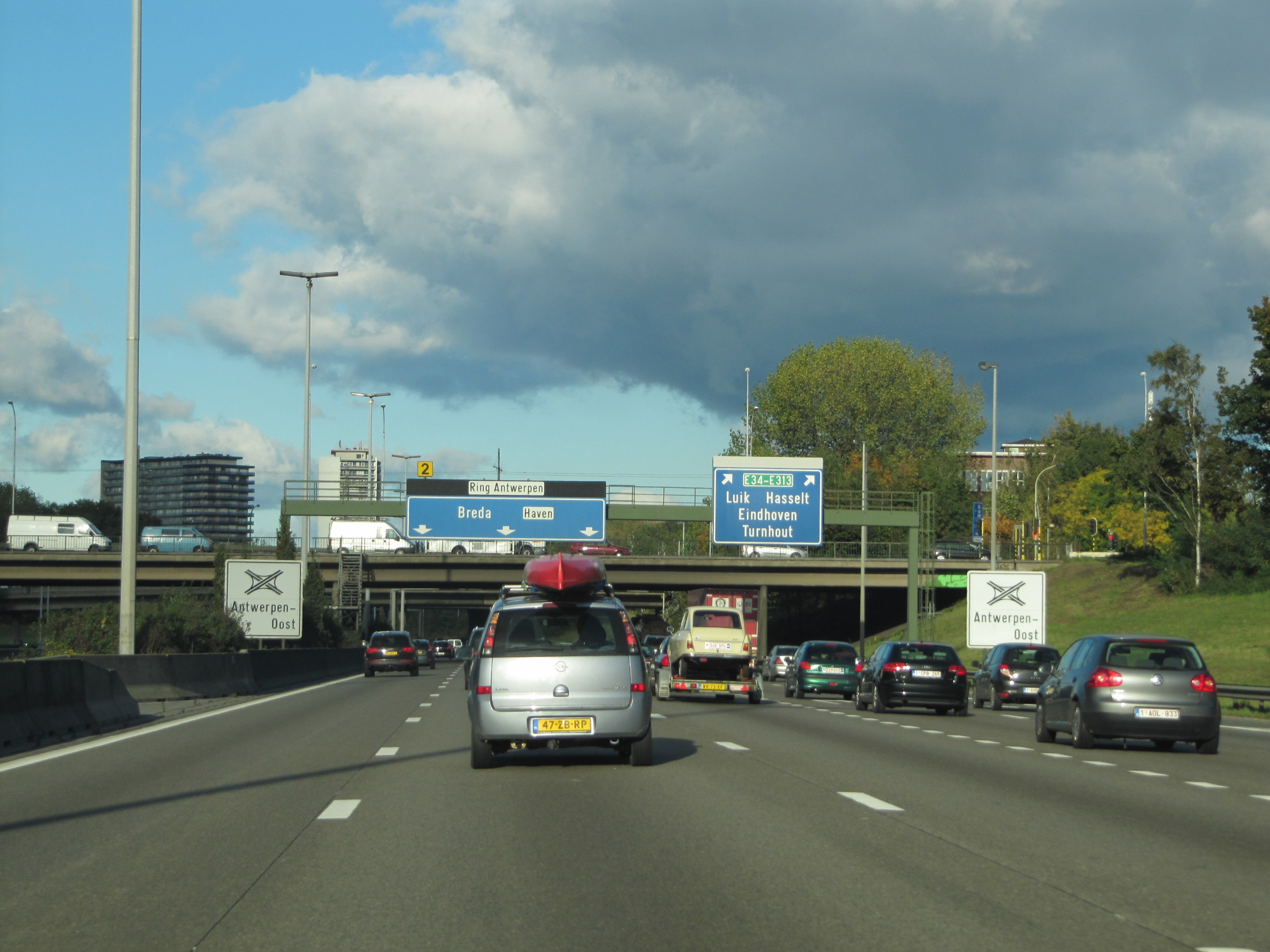
Ieșirea Antwerpen-Est.
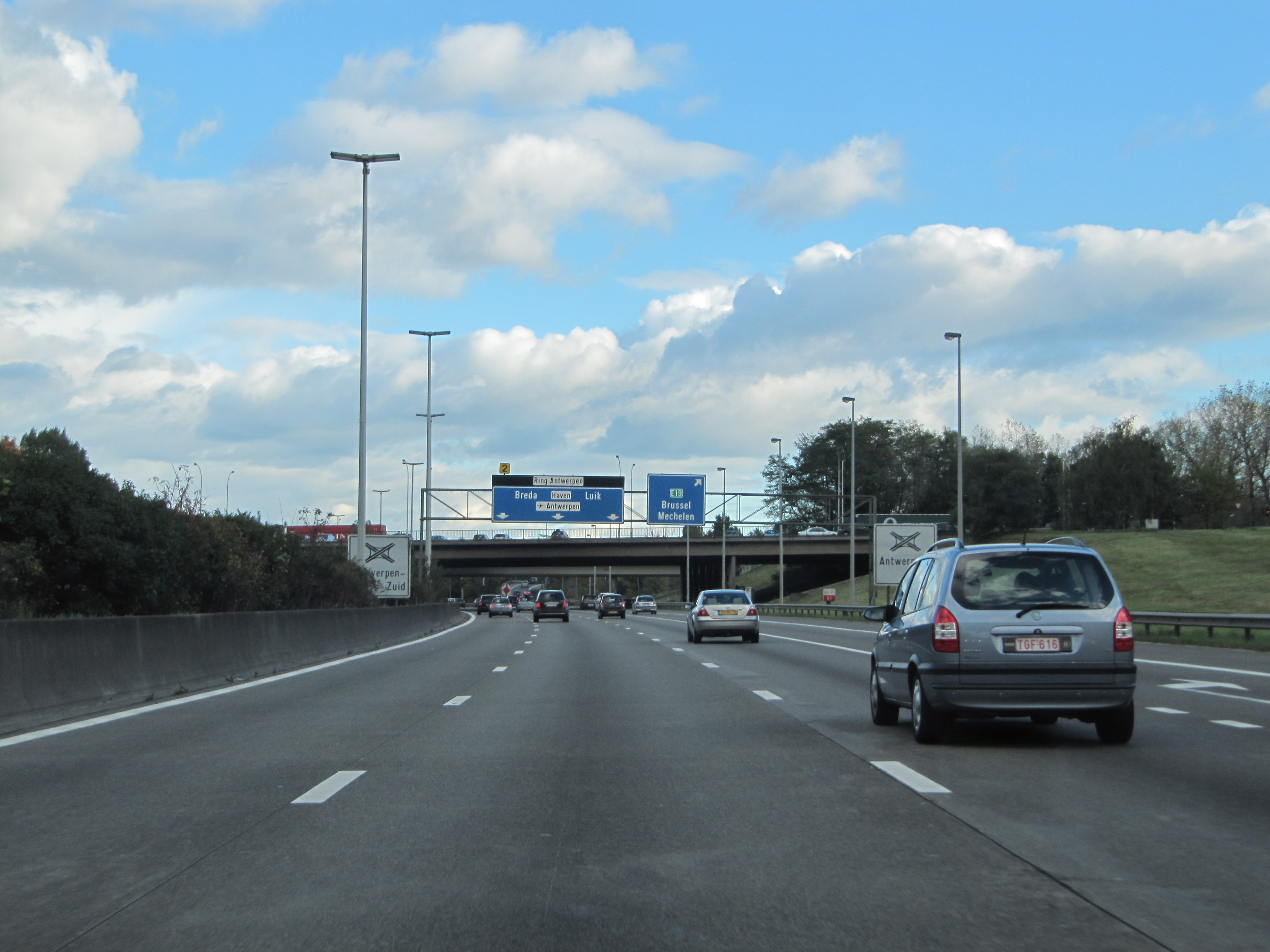
Ieșirea Antwerpen-Sud.
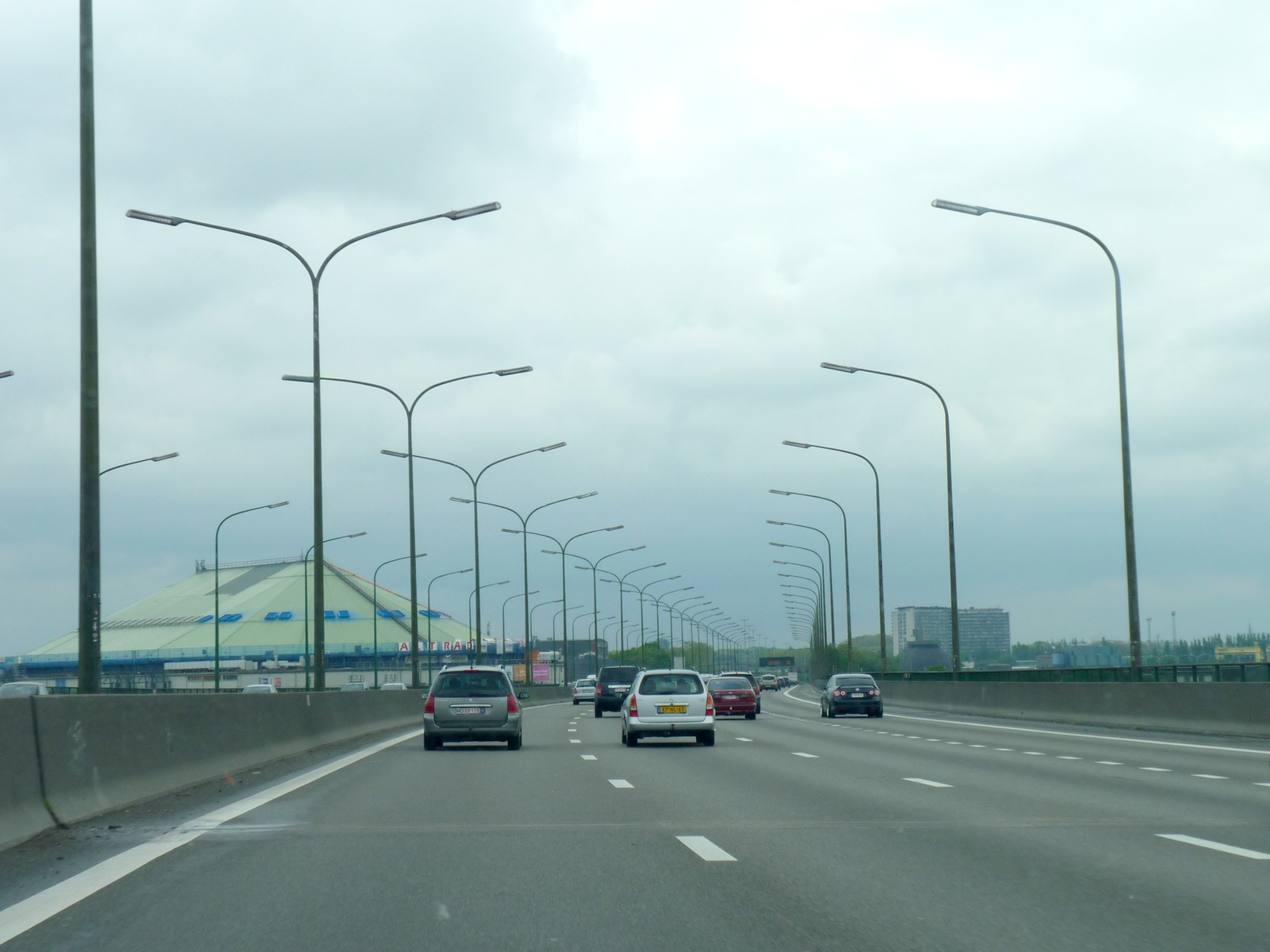
Viaductul Merksem lângă Palatul Sporturilor.
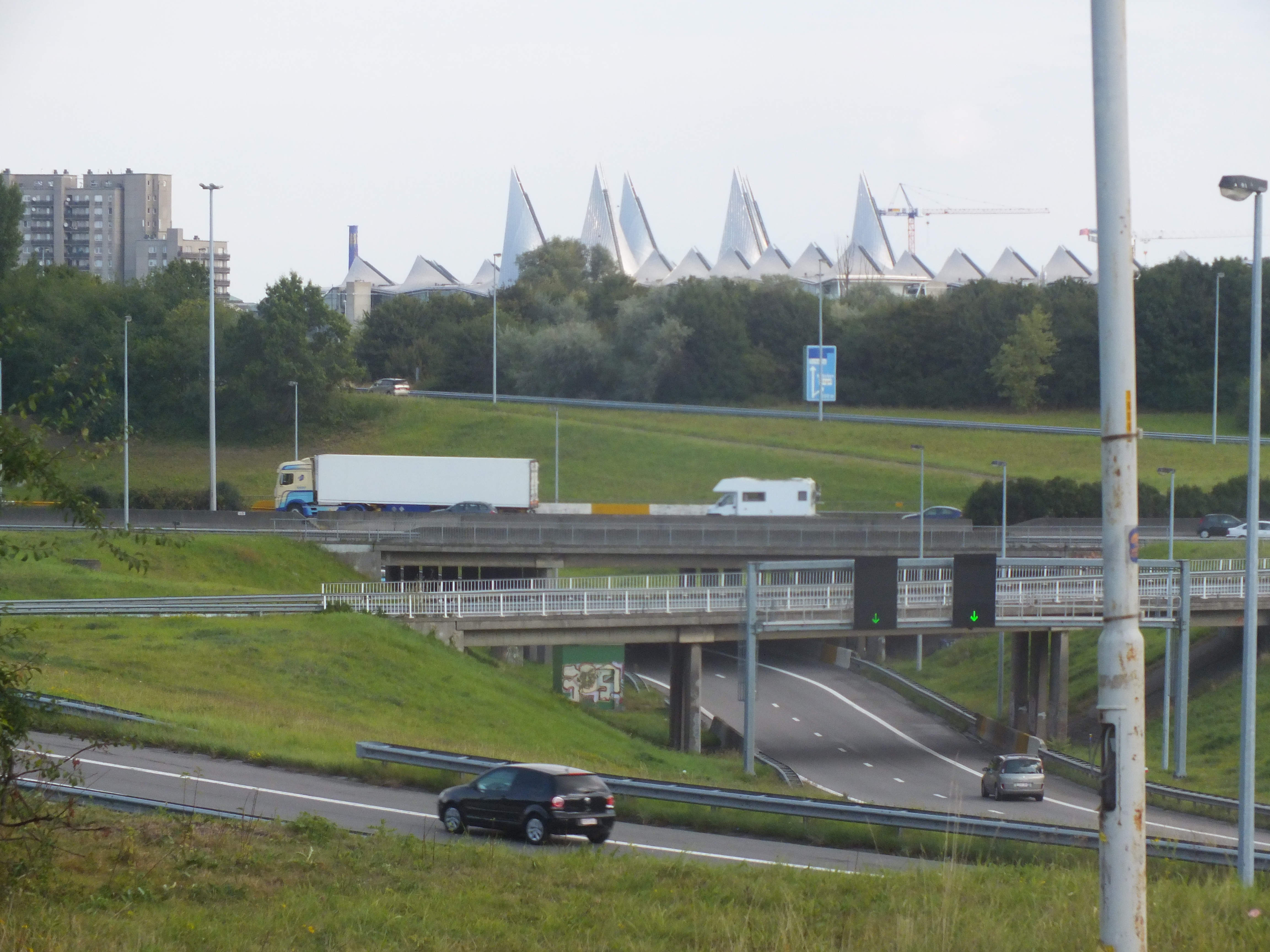
R1 lângă Palatul de Justiție.
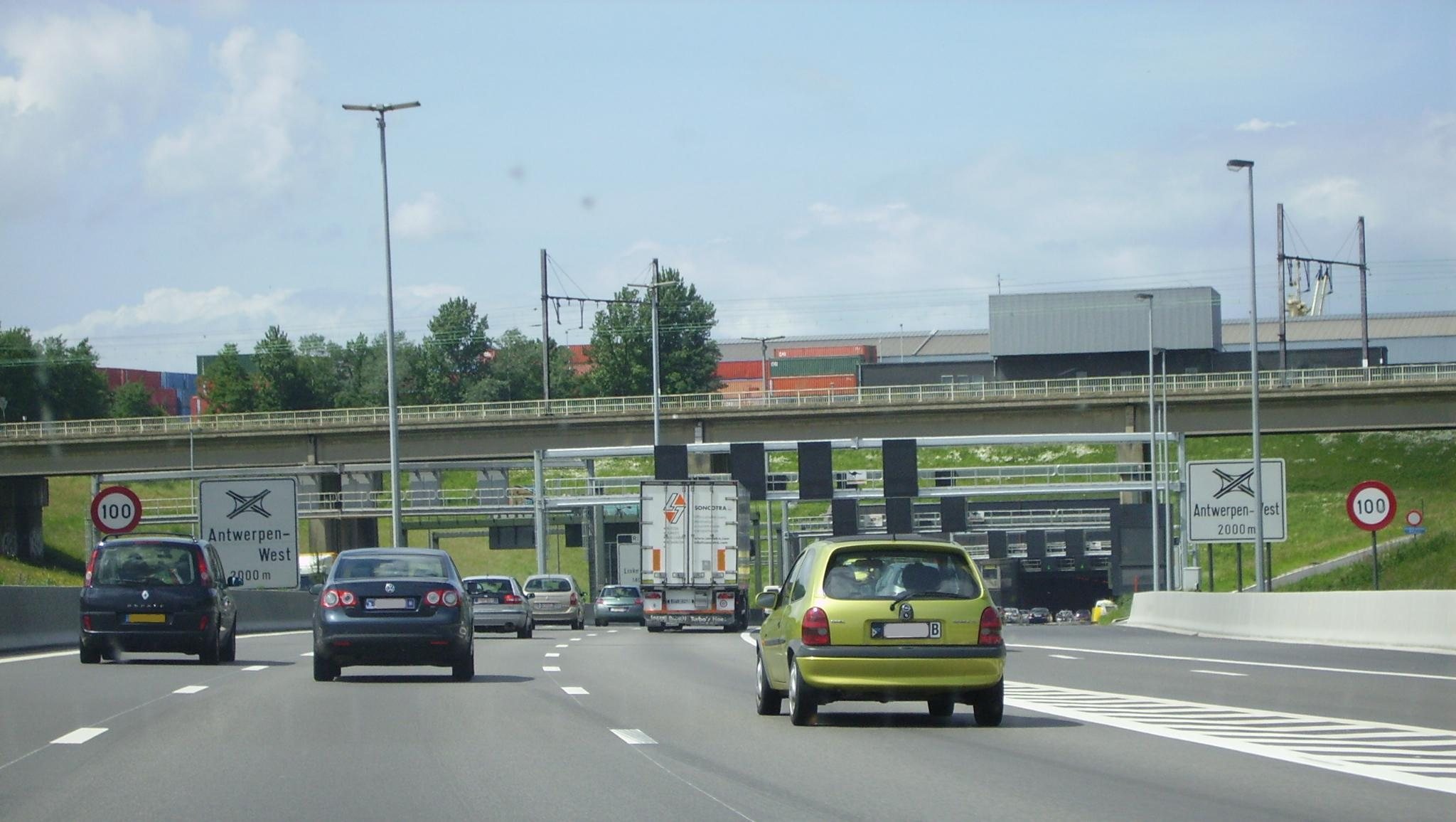
R1 la intrarea în Tunelul Kennedy pe sub Schelde.
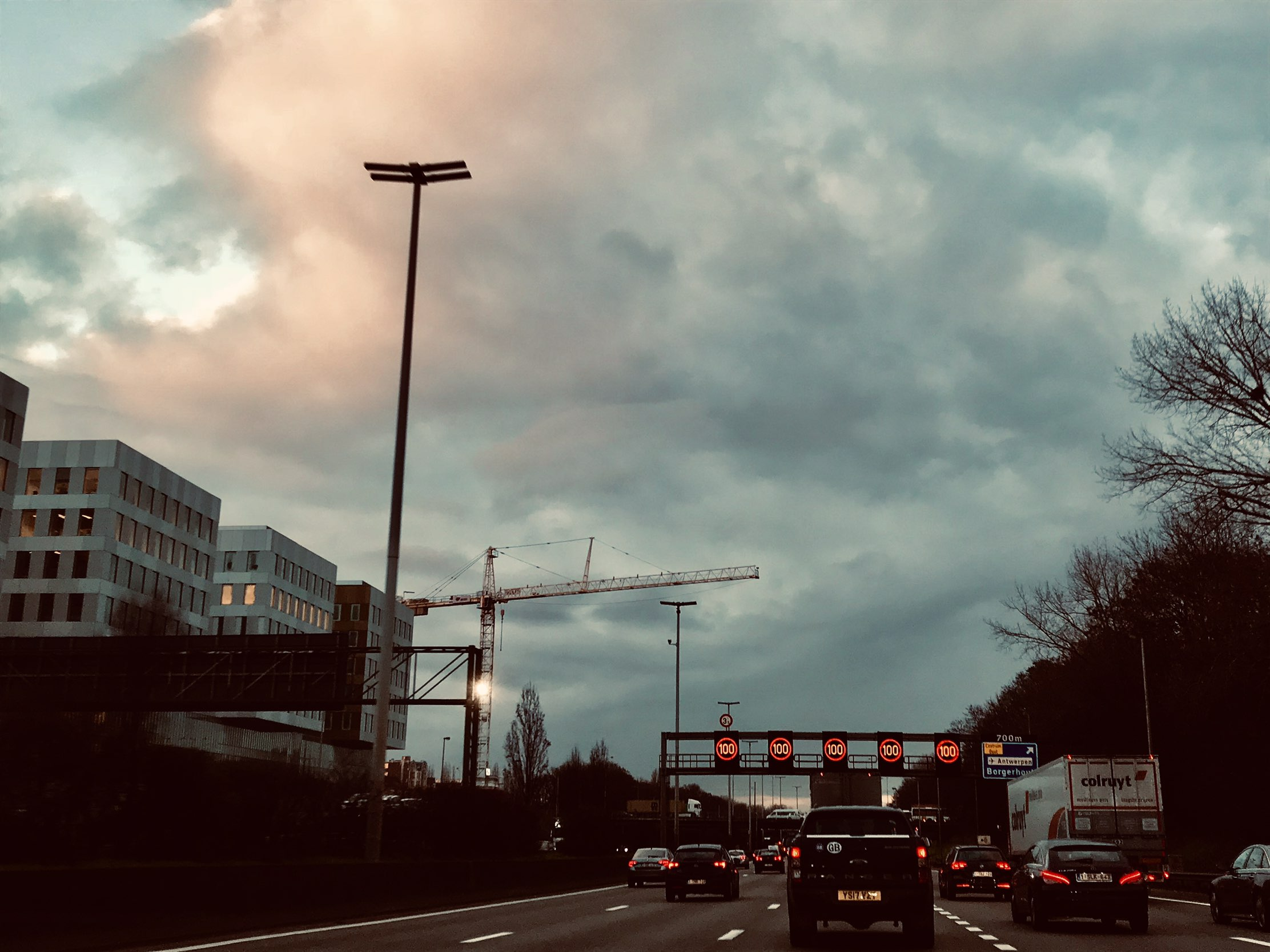
Borgerhout